# Formula 1 98
Formula 1 98 é um jogo de PlayStation lançado na Europa em 30 de outubro de 1998, e foi desenvolvido pela Psygnosis que detinha a licença oficial do jogo de Formula 1 no momento.
Jarno Trulli aparece na capa desta versão, no entanto, outras versões (tal como a Britânica), tem o campeão mundial de 1998 Mika Häkkinen, na capa, na versão norte-americana Eddie Irvine está na capa.

## Visão geral
Após a saída da Bizarre Creations, a Psygnosis ofereceu à Reflections Interactive a oportunidade de desenvolver Fórmula 1 98. No entanto, eles desistiram para desenvolver Driver. A Visual Science foi contratada para fazer o jogo. O jogo foi então lançado às pressas para coincidir com a corrida final do Campeonato Mundial de Fórmula 1 de 1998. Como resultado disso, o jogo acabou sendo muito mal recebido por várias publicações de jogos. Apesar disso, o jogo foi um best-seller no Reino Unido.

## Jogabilidade

### Circuitos
O jogo contém as 16 pistas da temporada de 1998, incluindo duas pistas secretas que são acessadas através de cheats codes. Um é baseado em um hipódromo, embora diga "coliseu" na tela de seleção e o outro seja uma pista de acrobacias.

### Pilotos e equipes
O jogo apresenta todas as equipes e pilotos oficiais que competiram no Campeonato Mundial de Fórmula 1 de 1998, porém assim como seu antecessor, Formula 1 97, o nome e a imagem de Jacques Villeneuve não aparecem devido aos direitos autorais. O jogo se refere a ele como 'Williams Driver 1'.

## Recepção
O jogo recebeu críticas "médias" de acordo com o site de agregação de críticas GameRankings. A PlayStation Power deu uma avaliação de 69%, observando que "Psygnosis conseguiu engatar a única licença não bloqueada no PlayStation" e que era muito pior do que F1 '97 e o jogo de Fórmula 1 original no PlayStation.
Em fevereiro de 1999, Fórmula 1 98 recebeu um prêmio de vendas "Platinum" da Association of Entertainment Software Germany (VUD), indicando vendas de pelo menos 200 mil unidades na Alemanha, Áustria e Suíça.